# Dariusz Kulda
Dariusz Kulda (ps. Coolda) – polski gitarzysta, założyciel i lider zespołów Kontrola W. oraz Kosmetyki Mrs. Pinki.

## Życiorys
W 1982 roku Dariusz Kulda, wraz z zespołem Kontrola W., dostał się do Festiwalu w Jarocinie. W 1983 roku po festiwalu „Rock Arena” Chris Bohn na łamach liczącego się brytyjskiego pisma muzycznego „New Musical Express” określił Kontrolę W. najnowocześniejszym i najlepszym zespołem w Polsce. Kontrola W. została rozwiązana w 1983 roku, jednak po dwóch latach muzycy z poprzedniego zespołu założyli Kosmetyki Mrs. Pinki, będący kontynuacją Kontroli W. Po rozwiązaniu zespołu, Dariusz Kulda rozpoczął studiowanie fizyki na UMK w Toruniu.
Początkowo Dariusz Kulda grał na gitarze Jolana, jednak w 1985 roku Kulda otrzymał nową gitarę jako nagrodę za konkurs na Festiwalu w Jarocinie. Później Kulda wraz z zespołem wystąpił w filmach Moja krew, twoja krew oraz Fala, a w serialu „Tulipan” pojawiły się utwory zespołu.
W 1987 roku Dariusz Kulda na krótko występował w zespole One Million Bulgarians. Dla grupy skomponował utwór „Zabiję cię”, który odniósł duży sukces.
Dariusz Kulda podczas swojej kariery zagrał tylko 13 koncertów z zespołami Kontrola W. i Kosmetyki Mrs. Pinki. Było to spowodowane ogromną niechęcią do grania koncertów.
Dariusz Kulda zakończył karierę muzyczną w 1992 roku. W latach 90. zaczął pracować w giełdzie papierów wartościowych. W 1995 roku rozpoczął pracę w Poltonie, w 1997 roku w Warnerze.
Siostra Dariusza, Katarzyna, współpracowała z bratem, śpiewając w grupie Kosmetyki Mrs. Pinki.

## Dyskografia

### Albumy
- KMP vol.1 – CD (KMP 2005)

### Kompilacje
- Radio nieprzemakalnych – LP (Wifon 1988) – utwór: „Ciągle w ruchu"
- Cisza jest... nic się nie dzieje – LP (Tonpress 1988) – utwór: „Taniec wojenny"